# Grupo 12 de la Liga Nacional Juvenil
El Grupo 12 de la Liga Nacional Juvenil, identificado actualmente como el Grupo de la Comunidad de Madrid, es la segunda categoría del fútbol juvenil madrileño tras el Grupo V de la División de Honor. Consta de dieciséis equipos, de los cuales ascienden de categoría los dos primeros clasificados —con la excepción de los equipos filiales—, mientras que los cuatro últimos descienden a la Primera División Autonómica Juvenil —tercera y última categoría juvenil de la Comunidad de Madrid—.
Se encuentra regida por la Federación de Fútbol de Madrid (FFM) desde su nacimiento en la temporada 1976-77. En la época era la primera categoría del fútbol juvenil español hasta que pasó a ser relevada en la temporada 1986-87 por la Superliga Juvenil —renombrada después como Liga de Honor sub-19— y a su vez como segunda categoría por la División de Honor Juvenil en la temporada 1990-91. Finalmente se estableció como la segunda categoría juvenil en la temporada 1995-96 tras la desaparición de la Liga de Honor sub-19.
En sus inicios, las diferentes comunidades estaban repartidas por los distintos grupos —a diferencia de la actualidad donde son agrupados por su localización geográfica— siendo el primer campeón juvenil madrileño el Real Madrid Club de Fútbol quien compitió en el Grupo 7, formado por los siguientes equipos: Real Madrid C. F., Club Atlético de Madrid, Real Valladolid Club de Fútbol, Rayo Vallecano de Madrid, Unión Deportiva Salamanca, Unión Deportiva Poblense, Gimnástica Segoviana Club de Fútbol, Club Getafe Deportivo, Alcobendas Club de Fútbol, Real Sociedad Deportiva Alcalá, Club Deportivo Guadalajara y la Agrupación Deportiva Torrejón.
Además era la competición encargada de designar según la clasificación final a los representantes que participarían en la Copa del Rey Juvenil.
Desde la temporada 1989-90, año de la creación de la División de Honor Juvenil debido a una reestructuración de las categorías juveniles llevada a cabo por la Real Federación Española de Fútbol, se amplió el número de grupos naciendo así el Grupo 12 que en la actualidad abarca a los equipos pertenecientes a la Comunidad de Madrid.

## Historial
El equipo juvenil del Real Madrid C. F. fue el primer vencedor madrileño de un grupo de la competición en la que es además el más laureado de su Comunidad habiendo ganado todos los campeonatos disputados, excepto la temporada 2006-07 ganada por el Alcobendas C.F..
| Temporada | Campeón             | Subcampeón           |
| --------- | ------------------- | -------------------- |
| 1989-90   |                     |                      |
| 1990-91   | Real Madrid C. F. B | R.S.D. Alcalá        |
| 1991-92   | Real Madrid C. F. B | Real Valladolid B    |
| 1992-93   | Real Madrid C. F. B | C. D. Leganés        |
| 1993-94   | Real Madrid C. F. B | A. R. Dos de Mayo    |
| 1994-95   | Real Madrid C. F. B | C. D. Leganés        |
| 1995-96   | Real Madrid C. F. B | Rayo Vallecano       |
| 1996-97   | Real Madrid C. F. B | Roma C. F.           |
| 1997-98   | Real Madrid C. F. B | Rayo Vallecano B     |
| 1998-99   | Real Madrid C. F. B | Atlético Madrileño   |
| 1999-00   | Real Madrid C. F. B | Marianistas Amorós   |
| 2000-01   | Real Madrid C. F. B | Atlético de Madrid B |
| 2001-02   | Real Madrid C. F. B | CF San Federico      |
| 2002-03   | Real Madrid C. F. B | Rayo Vallecano B     |
| 2003-04   | Real Madrid C. F. B | Rayo Vallecano       |
| 2004-05   | Real Madrid C. F. B | Rayo Vallecano B     |
| 2005-06   | Real Madrid C. F. B | EF Barrio del Pilar  |
| 2006-07   | Alcobendas C. F. B  | Real Madrid C. F. B  |
| 2007-08   | Real Madrid C. F. B | C. P. Parla Escuela  |
| 2008-09   | Real Madrid C. F. B | Getafe C. F.         |
| 2009-10   | Real Madrid C. F. B | Atlético de Madrid B |
| 2010-11   | Real Madrid C. F. B | Rayo Vallecano B     |
| 2011-12   | Real Madrid C. F. B | Getafe C. F. B       |
| 2012-13   | Real Madrid C. F. B | Rayo Vallecano B     |
| 2013-14   | Real Madrid C. F. B | Atlético de Madrid B |
| 2014-15   | Real Madrid C. F. B | Getafe C. F. B       |
| 2015-16   | Real Madrid C. F. B | Atlético de Madrid B |
| 2016-17   | Real Madrid C. F. B | Atlético de Madrid B |
| 2017-18   | Real Madrid C. F. B | AD Alcorcón          |
| 2018-19   | Real Madrid C. F. B | Atlético de Madrid B |
| 2019-20   | Real Madrid C. F. B | Atlético de Madrid B |
| 2020-21   | Real Madrid C. F. B | Atlético Madrileño   |
| 2021-22   | Real Madrid C. F. B | Atlético de Madrid B |
| 2022-23   | Real Madrid C. F. B | Atlético de Madrid B |
| 2023-24   | Real Madrid C. F. B | Atlético de Madrid B |